# Jo Jung-eun
Jo Jung-eun (조정은?; 10 marzo 1996) è un'attrice sudcoreana.

## Filmografia

### Cinema
- Choseungdalgwa bambae (초승달과 밤배), regia di Jang Gil-soo  (2005)
- Gwi-yeo-un cheonjae (귀여운 천재) (2006)
- Hoechori (회초리) (2010)
- Wonderful Radio (원더풀 라디오), regia di Kwon Chil-in (2012)

### Televisione
- 1%ui eotteon geot (1%의 어떤 것) – serie TV (2003)
- Dae Jang-geum (대장금) – serie TV (2003)
- Apgujeom jonggatjip (압구정 종갓집) – serie TV (2003)
- Wanggwa na (왕과 나) – serie TV (2007)
- Jeppang-wang Kim Tak-gu (제빵왕 김탁구) – serie TV (2010)
- Gichalbirok (기찰비록) – serie TV (2010)
- Bimilgibang angsimjeong (비밀기방 앙심정) – serie TV (2010-2011)
- Vampire geomsa (뱀파이어 검사) – serie TV (2011) – cameo
- Insu daebi (인수대비) – serie TV (2011-2012)
- Dream High 2 (드림하이 2) – serie TV, episodio 16 (2012)
- Babo eomma (바보엄마) – serie TV (2012)
- Bulhu-ui yeongjak (불후의 명작) – serie TV (2012)
- Monnan-i songpyeon (못난이 송편) – film TV, regia di Lee Eun-kyu (2012)
- Two Weeks (투윅스) – serie TV (2013)
- Hwajeong (화정) – serie TV (2015)